# The Burial
The Burial je engleski Oi! punk sastav. Osnovan je 1981. godine u Yorkshireu. 
Osim oi! zvuka se je u The Burialovoj glazbi moglo čuti ska, sjevernjačkog soula i narodne glazbe.
Izdali su samo jedan album A Day On The Town. Bilo je to 1981. godine. Radili su s bradfordskim anarhistom Nickom Toczekom na raznim projektima pod imenom Britanarchists. Razišli su se 1988. godine.
Dvije prijašnje snimke The Buriala, Backstreet Child i I Just Can’t Forget, pojavile su se na kompilacijskom albumu Oi! The Demos (80-83). Bilješke na albumu opisuju The Burial kao "prototip skacore sastav". Tri su im pjesme na kompilaciji Oi! of Sex. Dvjema pjesmama kao izvođači stoje The Burial (Old Mans Poison, Friday Night), a jednoj kao izvođač stoje Nick Toczek's Britanarchists (Stiff With a Quiff). Njihova pjesma Sheila pojavljuje se na kompilacijskom albumu The Sound of Oi! a pjesma Holding On pojavila se na albumu Oi! Glorious Oi!.
Postava:
- Michael 'Mick' Hall - pjevač
- Chris Weston - gitarist, pjevač
- Eric 'Barney' Barnes - ritam gitara, pjevač
- Ashley Bell - bas-gitara, pjevač
- Charlie Seymour - bubnjevi, pjevač

## Vanjske poveznice
- http://uk82.150m.com/bands/burial.html  Arhivirana inačica izvorne stranice od 24. veljače 2009. (Wayback Machine) Diskografija
- http://www.thesun.co.uk/sol/homepage/showbiz/bizarre/article625445.ece#comment-rig  Arhivirana inačica izvorne stranice od 6. lipnja 2011. (Wayback Machine) Članak u Sunu, spominje Britanarchistse